# 4. Szaturnusz-gála
A 4. Szaturnusz-gála az 1976-os év legjobb filmes sci-fi, horror és fantasy alakításait értékelte. A díjátadót 1977. január 15-én tartották Kaliforniában.

## Győztesek és jelöltek
| Legjobb sci-fi film                                                                                  | Legjobb fantasyfilm                                                                         |
| --- | ------------------------------------------------------------------------------------------- |
| - Logan futása - Embryo - Démon - A Földre pottyant férfi - Hálózat - Solaris                        | - Párizsi alvilág - A Föld magjában - A kék madár - Bugsy Malone - A hétszázalékos megoldás |
| Legjobb horrorfilm                                                                                   | Legjobb rendező                                                                             |
| - Rémálmok háza - Carrie - House of Mortal Sin - Eaten Alive - The Food of the Gods - Megszállottság | Dan Curtis — Rémálmok háza                                                                  |
| Legjobb smink                                                                                        | Legjobb forgatókönyv                                                                        |
| Logan futása — William Tuttle                                                                        | Jimmy Sangster                                                                              |
| Legjobb filmzene                                                                                     | Legjobb különleges effektek                                                                 |
| David Raksin                                                                                         | L.B. Abbott                                                                                 |
| Legjobb férfi főszereplő                                                                             | Legjobb női főszereplő                                                                      |
| David Bowie — A Földre pottyant férfi                                                                | Blythe Danner — Eljövendő világ                                                             |
| Legjobb férfi mellékszereplő                                                                         | Legjobb női mellékszereplő                                                                  |
| Jay Robinson — Train Ride to Hollywood                                                               | Bette Davis — Rémálmok háza                                                                 |
| Legjobb fényképezés                                                                                  | Legjobb jelmez                                                                              |
| Ernest Laszlo — Logan futása                                                                         | Dale Hennesy — Logan futása                                                                 |
| Legjobb díszlet                                                                                      | Legjobb animátor                                                                            |
| Logan futása — Robert De Vestel                                                                      | Chuck Jones                                                                                 |

### Különdíj
- Különdíj – King Kong
- Életműdíj – Samuel Z. Arkoff
- Vezető produceri életműdíj - Gene Roddenberry

## Fordítás
- Ez a szócikk részben vagy egészben  a(z)   4th Saturn Awards című angol Wikipédia-szócikk fordításán alapul.  Az eredeti cikk szerkesztőit annak laptörténete sorolja fel. Ez a jelzés csupán a megfogalmazás eredetét és a szerzői jogokat jelzi, nem szolgál a cikkben szereplő információk forrásmegjelöléseként.